# Gustav Doetsch
Gustav Heinrich Adolf Doetsch (Colônia, 29 de novembro de 1892 – Freiburg im Breisgau-Günterstal, 9 de junho de 1977) foi um matemático alemão. Conhecido por seu desenvolvimento da teoria da transformada de Laplace.
Doetsch foi membro da Academia de Ciências de Heidelberg.

## Obras
- Theorie und Anwendung der Laplacetransformation. Berlin 1937
- Handbuch der Laplacetransformation. 2 Bände. Birkhäuser, Basel 1950, 1955
- Einführung in die Theorie und Anwendung der Laplacetransformation. Birkhäuser 1958, 3. Auflage 1976 (englisch 1974)
- Anleitung zum praktischen Gebrauch der Laplacetransformation. 1961, 3. Auflage, Springer 1967
- Funktionaltransformationen. in: Sauer, Szabo (Herausgeber): Mathematische Hilfsmittel des Ingenieurs. Springer 1967